# 符習
符习（9世纪？—933年9月9日），唐朝末年至五代十国后唐官员，赵州昭庆县（今河北省隆尧县牛家桥乡）人。
符習年轻时从军，事奉赵王王镕，以功至列校。晋王李存勖经略河朔，以晋救赵，与王镕连横，柏鄉之戰击败梁军，赵王常派符习率军跟随晋王征讨。王镕被张文礼所害，符习当时在德胜寨，张文礼上书请让符习等人归镇。符习哭着对晋王说要为赵王报仇，说张文礼是幽、沧叛将，赵王知人不明，被其反噬。自己愿在晋王霸府血战而死，不能委身于凶手。晋王表示要帮他报仇，符习说不敢期望晋军为助，愿以本军诛其逆竖。晋王令閻寶、史建瑭助符习讨张文礼，以符习为成德军兵马留后。符习攻张文礼不克，晋王用他将攻下镇州。想要拜符习为成德军节度使，符习推辞不敢接受，说要为赵王守丧结束再听命。晋王兼领镇州，割魏博的相、卫二州为义宁军，以符习为节度使，符习以魏博六州为晋王霸府，不应当分割以示弱，愿晋王授自己河南一镇，自己从后梁控制下攻取。于是任命符习为天平军节度使、东南面招讨使，符习也没有攻取。
符习有器度，性情忠壮，跟随晋王十年在黄河边战守，符习以本军相从，晋军诸将服其为人。后唐同光初年，以符习为邢州安国军节度使。次年，改镇青州平卢军。同光四年（926年）二月，赵在礼在魏州作乱，符习受诏以淄、青之军进讨。未至魏州，李嗣源兵变，符习不敢进，退军渡河。李嗣源自邺都赴洛阳，遣使召符习，符习不时而至，在胙县相会。因为李嗣源举兵名义不正，符习去就之意未决。霍彦威对符习说：“主上（庄宗李存勖）所要杀的十人，符公排在第四，还犹豫什么。”符习于是随李嗣源入汴州。平卢监军杨希望听说符习被李嗣源所召，于是率兵围符习家属，将要杀死。指挥使王公俨平素被杨希望所信，骗杨希望说：“内侍尽忠朝廷，诛杀反者家族，谁敢不效命！应该分兵守城，以防止外变，符习家不足为虑。”杨希望相信他，于是分其兵守城，王公俨于是擒获杨希望斩杀，符习家属于是获免。这时明宗李嗣源即位，加兼侍中，令符习归本镇。王公俨说青州人不习惯符习的严厉，不想让符习再来，于是自求为节度使。明宗以房知温代符习镇平卢，以王公俨为登州刺史。王公俨不听命，被房知温擒杀。符习改为天平军节度使，符习清廉，让属县不要以聚敛为献贺。邹平令颜衎以原来的规则行事，被符习笞打。幕客军吏都以为辱及正人，符习于是表奏颜衎为观察判官。
天成四年（929年），改为汴州宣武军节度使。符习自恃宿将，议论多抵触安重诲，安重诲于是不喜欢符习。有汴州人上言符习厚敛百姓，以代为交纳军马用的草料，及纳军租，多收外加的损耗，于是罢归京师，以太子太师致仕。求归故里，朝廷同意，于是回到昭庆县。明宗以其子符令谦为赵州刺史，以奉养父亲。符习以自己无罪，怏怏失职，飞扬纵猎，痛饮美酒，周游田里，不集朋徒，不过州县。过了一年，长兴四年八月十七辛酉日（933年9月9日），符习中风而卒。赠太师。符习二子：符令谦、符蒙。符蒙年轻好学，性情耿直，为成德军节度副使。在后晋官至礼部侍郎。